# Pro Finlandia-medaljen

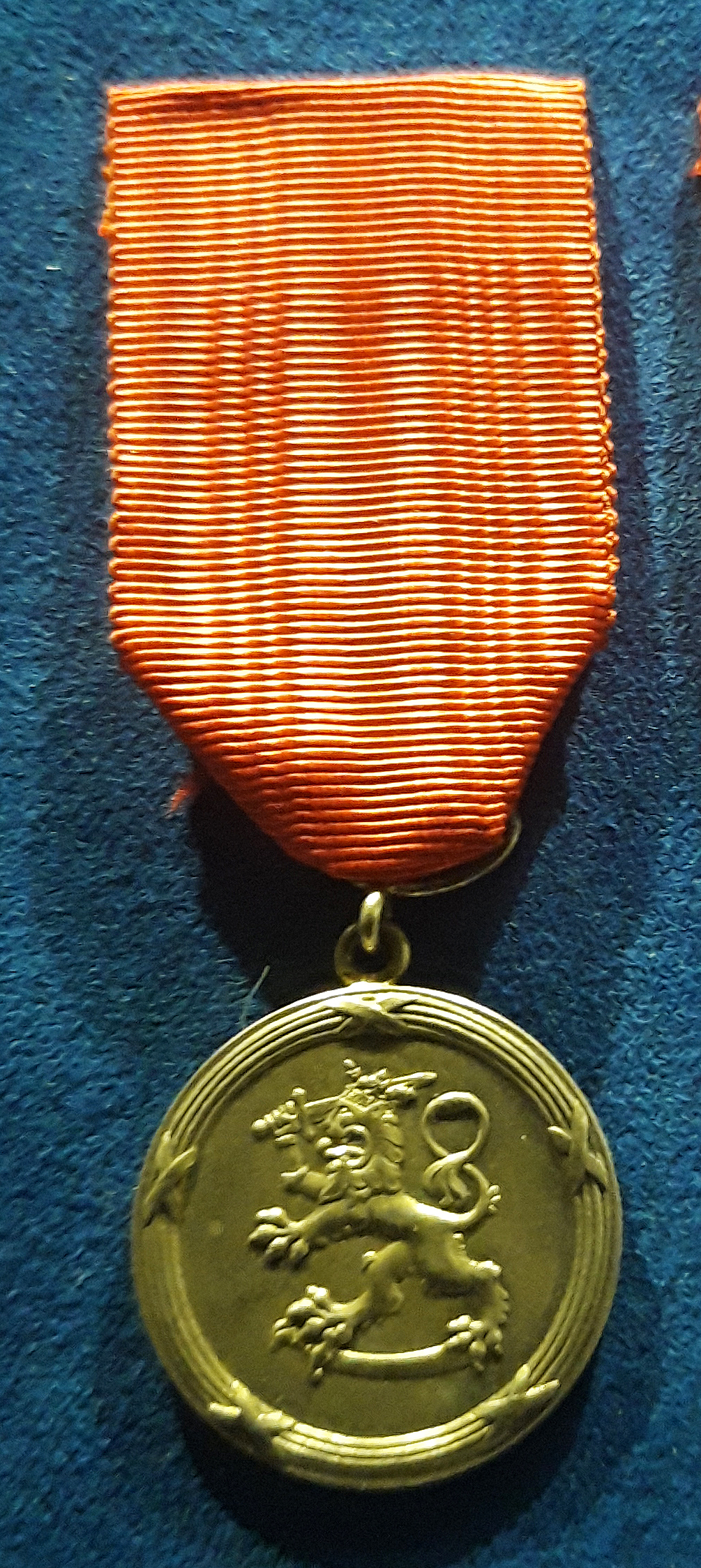
Pro Finlandia-medaljen, formgiven av Oskar Pihl.

Pro Finlandia-medaljen är Finlands Lejons ordens utmärkelse som ges till författare och konstnärer. Den har tilldelats sedan år 1945. Utmärkelsen ges av ordens stormästare, republikens president.
Pro Finlandia-medaljen instiftades den 10 december 1943 med den svenska Litteris et Artibus som förebild. Formgivaren var silversmeden Oskar Pihl.

## Mottagare

### 1945–1954

#### 1945
- Mia Backman, teaterchef och skådespelare

#### 1946
- Staava Haavelinna, skådespelare
- Helmi Lindelöf, skådespelare
- Hilda Pihlajamäki, skådespelare
- Kerttu Wanne, violinist

#### 1947
- Hanna Granfelt, operasångare
- Ernst Franz Hase, dirigent
- Ester Helenius, målare
- Wilho Ilmari, skådespelare och regissör
- Yngve Ingman, dirigent
- Eine Laine, skådespelare
- Bertha Lindberg, teaterregissör och skådespelare
- Erik Lindström, skådespelare
- Pirkko Raitio, skådespelare
- Kaarlo Saarnio, skådespelare

#### 1948
- Kaarlo Aarni, teaterchef
- Pekka Alpo, skådespelare och regissör
- Irja Aholainen, operasångare
- Aino Elenius, operasångare
- Erna Gräsbeck, operasångare
- Anja Ignatius, violinist
- Bruno Jorma, operasångare
- Yrjö Jylhä, författare
- Tyyne Haarla, skådespelare
- Pentti Haanpää, författare
- Helvi Kaario, skådespelare
- Viljo Kojo,  författare och målare
- Aku Korhonen, skådespelare
- Irja Koskinen, balettdansare
- Lahja Linko, operasångare
- Emil Luukkonen, teaterchef
- Emil Mantila, operasångare
- Aarre Merikanto, tonsättare
- Annie Mörk, skådespelare
- Martti Paavola, pianist
- Toivo Pekkanen, författare
- Katri Rautio, skådespelare
- Alexander Saxelin, balettmästare
- Unto Seppänen, författare
- Urho Somersalmi, skådespelare
- Lilli Tulenheimo, skådespelare
- Iris Uurto, författare

#### 1949
- Uuno Eskola, målare
- Atte Laitila, målare
- Lauri Leppänen, skulptör

#### 1950
- Kersti Bergroth, författare
- Karl Fager, scenograf
- Reino Harsti, grafiker
- Matti Haupt, skulptör
- Päivi Horsma, skådespelare
- Paavo Jännes, skådespelare
- Jussi Kari, scenograf
- Heino Kaski, tonsättare
- Taneli Kuusisto, tonsättare
- Tiitus Mäntynen, dirigent
- Albin Öfverlund, director musices

#### 1951
- Hemmo Airamo, teaterchef
- Ragnar Ekelund, målare
- Lyyli Erjakka, skådespelare
- Gunnar Finne, skulptör
- Maggie Gripenberg, skådespelare
- Elna Hellman, skådespelare
- Mikko Hovi, skulptör
- Uuno Laakso, skådespelare
- Glory Leppänen, teaterchef
- Jalmari Rinne, skådespelare
- Ruth Snellman, skådespelare
- Ellen Thesleff, målare

#### 1952
- Ella Eronen, skådespelare
- Emil Filén, skulptör
- Aili Hildén, skådespelare
- Lauri Ikonen, tonsättare
- Yrjö Ikonen, operasångare
- Aku Peltonen, skådespelare
- Tauno Pylkkänen, tonsättare
- Ensio Rislakki, författare
- Tatjana von Rippas, violinlärare
- Axel Slangus, skådespelare
- Aili Somersalmi, skådespelare
- Oscar Tengström, teaterchef
- Mika Waltari, författare
- Hella Wuolijoki, författare

#### 1953
- Gösta Diehl, målare
- Nils-Eric Fougstedt, dirigent och tonsättare
- Johannes Haapasalo, skulptör
- Jorma Huttunen, operasångare
- Lennu Juvela, målare
- Elina Kolehmainen, skådespelare
- Arvo Lehesmaa, skådespelare
- Eino Linnala, tonsättare
- Olli Miettinen, målare
- Timo Mikkilä, pianist
- Elli Pihlaja, operasångare
- Gerda Qvist, skulptör
- Joel Rinne, skådespelare
- Seere Salminen, författare
- Sigrid Schauman, målare
- Martti Seilo, operasångare
- Aukusti Tuhka, grafiker
- Lasse Wager, operasångare
- Matti Warén, scenograf

#### 1954
- Anni Aitto, skådespelare
- Werner Åström, målare
- Hannes Autere, skulptör
- Rurik Ekroos, skådespelare
- Fanni Halonen, skådespelare
- Edvin Ingberg, skådespelare
- Jussi Jalas, dirigent
- John Johansson, skådespelare
- Emmi Jurkka, skådespelare
- Eino Kaipainen, skådespelare
- Väinö Kamppuri, målare
- Toini Karto, danslärare
- Erkki Koponen, målare
- Eero Kosonen, dirigent
- Edwin Lydén, målare
- Kerstin Nylander, skådespelare
- May Pihlgren, skådespelare
- Saara Ranin, skådespelare
- Elsa Rantalainen, skådespelare
- Ben Renvall, skulptör
- Annie Sundman, skådespelare
- Eja Tengström, skådespelare
- Eric Vasström, målare
- Reino Viirilä, målare
- Gerda Wrede, skådespelare och regissör

### 1955–1964

#### 1955
- Walentin Chorell, författare
- Sasu Haapanen, skådespelare
- Göran Hongell, glaskonstnär
- Lempi Jääskeläinen, författare
- Dora Jung, textilkonstnär
- Nisse Karlo, skådespelare
- Yrjö Kianne, skådespelare
- Lauri Lahtinen, operasångare
- Edvin Laine, regissör
- Jalo Lesche, skådespelare
- Uuno Montonen, skådespelare
- Anna Mutanen, operasångare
- Senni Nieminen, skådespelare
- Lucia Nifontova, dansare
- Toivo Niskanen, dansare
- Elsa Nyström, skådespelare
- Kalle Rautiainen, målare
- Eero Roine, skådespelare
- Allan Adolf Salo, målare
- Yrjö Saarinen, målare
- Martta Suonio, skådespelare och teaterchef
- Erkki Tanttu, grafiker
- Sakari Tohka, skulptör
- Elsa Turakainen, skådespelare
- Bruno Tuukkanen, konstnär
- Nanny Westerlund, skådespelare
- Tapio Wirkkala, konstnär och formgivare

#### 1956
- Martta Bröyer, dansare
- Hugo Eho, målare
- Erik Furuhjelm, tonsättare
- Liisi Hallas, dansare
- Kaarlo Hildén, grafiker
- Sulo Hurstinen, violinist
- Sari Jankelow, dansare
- Oskari Jauhiainen, skulptör
- Anitra Karto, dansare
- Eero Koskimies, violinist
- Eero Nelimarkka, målare
- Mary Paischeff, dansare
- Lea Piltti, operasångare
- Airi Säilä, dansare
- Alf Salin, dansare
- Aimo Tukiainen, skulptör
- Gerda Weneskoski, pianist

#### 1957
- Margaretha von Bahr, dansare
- Kaj Franck, konstnär och formgivare
- George Gé, balettmästare
- Leo Golowin, skådespelare
- Lisa Johansson-Pape, formgivare
- Ensio Jouko, skådespelare och regissör
- Lilly Kajanus-Blenner, harpist
- Kai Kajanus, konstnär
- Yrjö Kokko, författare
- Ossi Kostia, skådespelare
- Maiju Kuusoja, operasångare
- Kaarlo Kytö, skådespelare och teaterregissör
- Artturi Laakso, skådespelare
- Toivo Lahti, skådespelare
- Doris Laine, dansare
- Sylvelin Långholm, operasångare
- Kaisu Leppänen, skådespelare
- Naum Levin, violinist
- Liisa Linko-Malmio, operasångare
- Martti Merenmaa, författare
- Toini Muona, keramikkonstnär
- Jussi Piironen, skådespelare
- Eino Raita, skådespelare
- Gerda Ryselin, skådespelare
- Klaus Salin, dansare
- Veikko Tyrväinen, operasångare
- Reino Valkama, skådespelare
- Valtteri Virmajoki, skådespelare
- Margit von Willebrand-Hollmerus, författare

#### 1958
- Siiri Angerkoski, skådespelare
- Matti Aro, regissör
- Toivo Armas Drockila, scenograf
- Runar Engblom, formgivare
- Johannes Gebhard, målare
- Matti Hälli, författare
- Väinö Heiskanen, teaterchef
- Viljo Kajava, författare
- Aimo Kanerva, målare
- Kirsti Karhi, skådespelare
- Martta Kontula, skådespelare
- Ossi Korhonen, skådespelare
- Rakel Laakso, skådespelare
- Leo Lähteenmäki, skådespelare
- Toivo Lehto, skådespelare
- Heimo Lepistö, skådespelare
- Juha Mannerkorpi, författare
- Kyllikki Mäntylä, författare
- Aino-Inkeri Notkola, skådespelare
- Tauno Palo, skådespelare
- Martti Ranttila, målare
- Oiva Sala, skådespelare
- Eino Salmelainen, teaterchef
- Timo Sarpaneva, formgivare och glaskonstnär
- Michael Schilkin, keramikkonstnär
- Katri Maria Stigell-Hyvönen, sånglärare, director cantus
- Jussi Talvi, författare
- Emma Väänänen, skådespelare
- Sam Vanni, målare
- Yrjö Verho, målare
- Henny Waljus, skådespelare

#### 1959
- Maria Wilhelmina Eleonora Boije af Gennäs, textilkonstnär
- Erik Bergman, tonsättare
- Eva Cederström, målare
- Ina Colliander, grafiker
- Alli Häjänen, skådespelare
- Kaarlo Halttunen, skådespelare
- Helvi Hämäläinen, författare
- Maija Heikinheimo, inredningsarkitekt
- Uuno Hirvonen, författare
- Laila Karttunen, textilkonstnär
- Martta Kinnunen, skådespelare
- Kalle Kirjavainen, skådespelare
- Erkki Kulovesi, målare
- Olavi Nyberg, sångare
- Jouko Paavola, teaterchef
- Oiva Paloheimo, författare
- Pentti Rautawaara, cellist
- Essi Renvall, skulptör
- Ilmari Tapiovaara, inredningsarkitekt
- Oke Tuuri, skådespelare
- Aale Tynni, författare
- Einari Uusikylä, målare
- Elina Vaara, författare
- Veikko Vionoja, målare
- Ilmari Vuori, målare

#### 1960
- Vilho Askola, grafiker
- Yngve Bäck, målare
- Bjarne Commondt, teaterchef
- Sven Ehrström, skådespelare
- Eino Ilmari Haapalainen, cellist
- Väinö Hervo, målare
- Toivo Hämeranta, teaterchef
- Eino Hyyrynen, skådespelare
- Erik Karma, musiker
- Pentti Koskimies, pianist
- Kaarlo Lamminheimo, målare
- Urho Lehtinen, målare
- Toivo Mäkelä, skådespelare
- Toini Nikander, operasångare
- Eino Räsänen, skulptör
- Vilho Siivola, skådespelare
- Eero Vasara, scenograf

#### 1961
- Eva Anttila, textilkonstnär
- Ture Ara, operasångare
- Edith von Bonsdorff, dansare
- Einar Englund, tonsättare
- Bertel Gardberg, silversmed
- Tyyne Hase, sånglärare
- Kaarlo Marjanen, aforistiker
- Irma Nissinen, violinist
- Olavi Pesonen, musikpedagog och tonsättare
- Liina Reiman, skådespelare
- Kyllikki Salmenhaara, keramiker
- Ahti Sonninen, tonsättare
- Elli Tompuri, skådespelare
- Bengt Axel von Törne, tonsättare
- Olga Eugenie von Thillot Thierfelder, operasångare

#### 1962
- Margareta Aaltonen, sångare
- Aarne Aho, grafiker
- Aarno Ahtaja, målare
- Piippa Heliö-Angervo, recitatör
- Fritz-Hugo Backman, teaterchef
- Vivica Bandler, teaterchef
- Kim Borg, operasångare
- Rut Bryk, keramiker
- Mikko Carlstedt, målare
- Paul Eiwerts, skådespelare
- Torger Enckell, målare
- Margaret Kilpinen, pianist
- Friedl Kjellberg, keramiker
- Helvi Leiviskä, tonsättare
- Rauni Luoma, skådespelare
- Aila Meriluoto, författare
- Olavi Paavolainen, författare
- Viljo Savikurki, skulptör

#### 1963
- Hans Björklind, grafiker
- Erik Enroth, målare
- Tauno Hämeranta, målare
- Åke Hellman, målare
- Albin Kaasinen, skulptör
- Birger Kaipiainen, keramiker
- Unto Koistinen, målare
- Elo Kuosmanen, dansare
- Helmi Kuusi, grafiker
- Mikko Laasio, målare
- Leo Lehto, scenograf
- Lauri Leino, skådespelare
- Arvi Mäenpää, målare
- Tuulikki Pietilä, grafiker
- Unto Pusa, målare
- Kauko Räsänen, skulptör
- Holger Salin, skådespelare
- Iris Salin, dansare
- Heidi Sundblad-Halme, dirigent
- Akseli Tola, dramatiker
- Heikki Varja, skulptör

#### 1964
- Helge Dahlman, målare
- Olavi Valavuori, målare
- Heikki Nieminen, skulptör
- Birger Carlstedt, målare
- Arno Granroth, violinist
- Gundel Henrikson, skådespelare
- Ansa Ikonen, skådespelare
- Heikki Konttinen, skulptör
- Inke Mikkola, skådespelare
- Tauno Miesmaa, målare
- Antti Nurmesniemi, inredningsarkitekt
- Matti Petäjä, målare
- Leo Riuttu, skådespelare
- Aarno Salmela, violast
- Hilkka Silanen, skådespelare

### 1965–1974

#### 1965
- Olli Borg, inredningsarkitekt
- Erik Cronvall, dirigent
- Olof Eriksson, heraldiker
- Kirsti Gallen-Kallela, cellist och bildkonstnär
- Harry Henriksson, grafiker
- Hannes Häyrinen, skådespelare
- Matti Lehtinen, operasångare
- Antti Louhisto, skulptör
- Tauno Marttinen, tonsättare
- Ernst Mether-Borgström, målare
- Anton Ravander-Rauas, skulptör
- Irma Seikkula, skådespelare
- Irja Simola, operaregissör
- Rolf Stegars, scenograf
- Arvo Turtiainen, författare
- Lauri Välke, målare
- Anita Välkki, operasångare

#### 1966
- Harald Andersén, körledare
- Göta Blomberg, operasångare
- Enzio Forsblom, organist
- Sven Grönvall, målare
- Eila Hiltunen, skulptör
- Uljas Kandolin, skådespelare
- Kari Karnakoski, balettdansare
- Martti Valdemar Lahtinen, teaterchef
- Martti Larni, författare
- Märta Laurent, skådespelare
- Into Lätti, dansare
- Tapani Raittila, målare
- Henake Schubak, skådespelare
- Elsa Sylvestersson, dansare
- Jussi Vikainen, skulptör
- Eeva-Kaarina Volanen, skådespelare

#### 1967
- Taisto Ahtola, målare
- Tuomas von Boehm, målare
- Paavo Haavikko, författare
- Katri Ingman-Palola, författare
- Tapani Jokela, målare
- Yrjö Kaijärvi, författare
- Ilona Koivisto, operasångare
- Matti Kurjensaari, författare
- Eeva-Liisa Manner, författare
- Pentti Melanen, målare
- Veijo Meri, författare
- Kerttu Elisabet Nieminen-Pohjonen, skådespelare
- L. Onerva, författare
- Uno Onkinen, dansare
- Tuulikki Pohjola, skådespelare
- Pentti Pääkkönen, skådespelare
- Ada Pääkkönen, skådespelare
- Maj-Lis Rajala, dansare
- Rauha Rentola, skådespelare
- Uhra-Beata Simberg-Ehrström, textilkonstnär
- Elvi Sinervo, författare
- Ilmari Turja, författare
- Marja Tyrkkö, operasångare
- Aarne Vainio, operasångare

#### 1968
- Heikki Aaltoila, dirigent
- Tuomas Anhava, författare
- Rolf Bergroth, pianist
- Tito Colliander, författare
- Rabbe Enckell, författare
- Kalle Eskola, målare
- Erik Granfelt, målare
- Aale Hakava, målare
- Eeva Joenpelto, författare
- Bengt Johansson, tonsättare
- Sinikka Kuula, pianist
- Toivo Lyy, poet
- Veikko Marttinen, målare
- Einari Marvia, tonsättare
- Hagar Olsson, författare
- Jarno Pennanen, författare
- Eila Pennanen, författare
- Börje Bernhard Rajalin, silversmed
- Einojuhani Rautavaara, tonsättare
- Erkki Rautio, cellist

#### 1969
- Lauri Ahlgrén, målare
- Lasse Elo, scenograf
- Vuokko Eskolin-Nurmesniemi, textildesigner
- Irja Hagfors, dansare
- Simo Hannula, grafiker
- Veikko Huovinen, författare
- Ekke Hämäläinen, skådespelare
- Elis Kauppi, smyckekonstnär
- Eila Kivikk'aho, författare
- Sirkka Kokkonen, skådespelare
- Antti Koskinen, sångare
- Ahti Lavonen, målare
- Anitra Lucander, målare
- Laila Pullinen, skulptör
- Lasse Pöysti, skådespelare
- Eila Rinne, skådespelare
- Emil Saarinen, skådespelare
- Sylvi Salonen, skådespelare
- Anja Vammelvuo, författare
- Jack Witikka, regissör och teaterchef

#### 1970
- Erik Blomberg, filmregissör
- Mauri Favén, målare
- Pia Hattara, skådespelare
- Hannu Heikkilä, operasångare
- Harry Kivijärvi, skulptör
- Marjatta Kurenniemi, författare
- Iris Kähäri, författare
- Rauli Lehtonen, teaterchef
- Liisa Majapuro, recitatör
- Marjatta Metsovaara, textilkonstnär
- Pertti Nieminen, författare
- Seppo Nurmimaa, scenograf
- Per-Olof Nyström, tecknare
- Kaija Paasi, skådespelare och regissör
- Veikko Rautiainen, målare
- Marianna Rumjantseva, dansare
- Sirkka Selja, författare
- Seija Silfverberg, dansare
- Hilkka Toivola, målare
- Leif Wager, skådespelare
- Björn Weckström, smyckekonstnär
- Heikki Värtsi, dansare

#### 1971
- Hilkka Helinä, skådespelare
- Pentti Kaskipuro, grafiker
- Pauli Koskinen, skulptör
- Reino Lahtinen, författare
- Björn Landström, författare och illustratör
- Kauko Lehtinen, målare
- Juhani Linnovaara, målare
- Pentti Lumikangas, grafiker
- Yki Nummi, formgivare
- Tuuli Reijonen, författare
- Paavo Rintala, författare
- Terho Sakki, skulptör
- Nils-Börje Stormbom, författare
- Marko Tapio, författare
- Telma Tuulos, dansare
- Emil Vinermo, skådespelare

#### 1972
- Aune Antti, sångare
- Antti Hyry, författare
- Pentti Irjala, skådespelare
- Ture Junttu, teaterchef
- Kimmo Kaivanto, målare
- Reino Kalliolahti, skådespelare
- Tauno Lehtihalmes, teaterchef
- Nikolai Lehto, målare
- Esko Mannermaa, skådespelare
- Kapo Manto, skådespelare
- Lars-Gunnar Nordström, målare
- Lassi Nummi, författare
- Jouko Puhakka, författare
- Seija Simonen-Svanström, dansare
- Nanny Still, formgivare
- Marita Ståhlberg, dansare
- Tapio Tapiovaara, målare
- Tauno Äikää, organist

#### 1973
- Ritva Arvelo, regissör
- Wille Boijer-Poijärvi, målare
- Leo Kalervo, författare
- Kastehelmi Karjalainen, recitatör
- Kirsi Kunnas, författare
- Leo Laukkanen, skulptör
- Ralf Långbacka, manusförfattare och regissör
- Tarmo Manni, skådespelare
- Aune Mikkonen, grafiker
- Oili Mäki, textilkonstnär
- Gustaf Herman von Numers, heraldiker
- Pekka Nuotio, operasångare
- Pentti Saarikoski, författare
- Ulf Söderblom, dirigent
- Martti Talvela, operasångare
- Eugen Terttula, teaterchef
- Birgitta Ulfsson, skådespelare
- Veikko Uusimäki, skådespelare
- Rafael Wardi, målare
- Usko Viitanen, operasångare

#### 1974
- Heikki Alitalo, målare
- Helvi Erjakka, författare
- Erkki Hervo, grafiker
- Alpo Jaakola, målare
- Eeva Kilpi, författare
- Lasse Ollinkari, inredningsarkitekt
- Sulo Saarits, director cantus
- Matti Tuloisela, operasångare

### 1975–1984

#### 1975
- George de Godzinsky, dirigent
- Kurt-Erik Ingvall, skådespelare
- Niilo Kuukka, teaterchef
- Virpi Laristo, dansare
- Armas Mikola, målare
- Hannu Salama, författare
- Matti Tikkanen, dansare
- Pentti Tuominen, operasångare
- Vilho Viikari, sångare

#### 1976
- Sorella Englund, dansare
- Kyllikki Forssell, skådespelare
- Ahti Hammar, heraldiker
- Tove Jansson, författare
- Ilta Leiviskä, dansare
- Pentti Papinaho, skulptör
- Kreeta Pohjanheimo, textilkonstnär
- Veikko Sinisalo, skådespelare
- Anita Snellman, målare
- Kerttu-Kaarina Suosalmi, författare
- Kain Tapper, skulptör
- Voitto Vikainen, grafiker

#### 1977
- Anni Blomqvist, författare
- Mauno Hartman, skulptör
- Eva Hemming, dansare
- Anna-Maija Raittila, författare
- Eva Ryynänen, skulptör
- Martti Valtonen, dansare

#### 1978
- Bo Carpelan, författare
- Konsta Jylhä, folkmusiker
- Kalevi Kahra, skådespelare
- Kalle Päätalo, författare
- Liisi Tandefelt, skådespelare

#### 1979
- Ritva Auvinen, operasångare
- Eva Brummer, textilkonstnär
- Eric Herman Gustafsson, skådespelare
- Kirsti Ilvessalo, textilkonstnär
- Marja Korhonen, skådespelare
- Gunnar Pohjola, målare

#### 1980
- Ritva Ahonen, skådespelare
- Rauni Mollberg, TV- och filmregissör
- Solveig von Schoultz, författare
- Oiva Toikka, keramiker
- Raimo Utriainen, skulptör

#### 1981
Priset utdelades inte.

#### 1982
- Olavi Ahonen, skådespelare
- Holger Fransman, valthornist
- Gottfrid Gräsbeck, tonsättare
- Heikki Häiväoja, skulptör
- Åke Lindman, regissör
- Mirkka Rekola, författare
- Pentti Siimes, skådespelare
- Frans Toikkanen, grafiker
- Paavo Berglund, dirigent
- Arja Nieminen, dansare
- Jorma Panula, dirigent
- Martti Pennanen, skådespelare
- Matti Vainikainen, målare

#### 1983
- Anu Kaipainen, författare
- Kosti Klemelä, skådespelare
- Yrjö Kukkapuro, möbelformgivare
- Raija Riikkala, dansare
- Aino-Maija Tikkanen, skådespelare
- Taru Valjakka, operasångare

#### 1984
- Juhana Blomstedt, målare
- Outi Heiskanen, grafiker
- Kalle Holmberg, regissör
- Jorma Hynninen, operasångare
- Ilkka Kuusisto, dirigent
- Arto Noras, cellist
- Heikki Orvola, formgivare
- Alpo Ruuth, författare
- Aulis Sallinen, tonsättare

### 1985–1994

#### 1985
- Raimo Heino, skulptör
- Irma Kukkasjärvi, textilkonstnär
- Ruth Matso, koreograf
- Anneli Qveflander, scenograf
- Ulla Rantanen, målare
- Antti Tuuri, författare
- Jorma Uotinen, dansare

#### 1986
- Heljä Angervo, operasångare
- Mauri Heinonen, målare
- Seppo Kimanen, cellist
- Rauno Mäntynen, målare
- Veijo Pasanen, skådespelare
- Arja Saijonmaa, sångare
- Eino Säisä, författare
- Ritva Valkama, skådespelare

#### 1987
- Jörn Donner, författare
- Paavo Heininen, tonsättare
- Alice Kaira, målare
- Marjo Kuusela, koreograf
- Toivo Kärki, tonsättare
- Usko Meriläinen, tonsättare
- Tiina Rinne, skådespelare
- Väinö Rouvinen, grafiker
- Elina Salo, skådespelare

#### 1988
- Harry Bergström, dirigent
- Anna Bondestam, författare
- Kalle Kultala, fotograf
- Elina Luukanen, grafiker
- Hannu Mäkelä, författare
- Matti Ranin, skådespelare
- Kirsti Rantanen, textilkonstnär
- Jaakko Ryhänen, operasångare
- Matti Salminen, operasångare
- Gunvor Sandkvist, skådespelare
- Sven-Olof Westerlund, grafiker

#### 1989
- Nisse Brandt, skådespelare
- Jorma Hautala, målare
- Kauko Helovirta, skådespelare
- Martti Joenpolvi, författare
- Tapio Junno, skulptör
- Liisa-Maija Laaksonen, skådespelare
- Juhani Peltonen, författare
- Asko Sarkola, skådespelare
- Kari Suomalainen, konstnär

#### 1990
- Ralf Gothóni, pianist
- Kaisa Korhonen, teaterregissör
- Tom Krause, operasångare
- Risto Mäkelä, skådespelare
- Paul Osipow, målare
- Anja Pohjola, skådespelare
- Niilo Rauhala, författare
- Arto Sipinen, arkitekt

#### 1991
- Martti Aiha, skulptör
- Tua Forsström, författare
- Walton Grönroos, operasångare
- Keijo Komppa, skådespelare
- Jarkko Laine, författare
- Erkki Pohjola, musikpedagog och kördirigent
- Jaakko Sievänen, målare

#### 1992
- Ulrika Hallberg, balettdansare
- Väinö Kirstinä, författare
- Maija Lavonen, textilkonstnär
- Juha Leiviskä, arkitekt
- Ulla-Lena Lundberg, författare
- Raimo Metsänheimo, skulptör
- Esko Salminen, skådespelare
- Esa-Pekka Salonen, dirigent
- Jukka-Pekka Saraste, dirigent
- Curt Göran Schauman, skådespelare
- Leif Segerstam, dirigent
- Märta Tikkanen, författare

#### 1993
- Bengt Ahlfors, dramatiker
- Dorrit von Fieandt, keramiker
- Mikael Helasvuo, fjöjtist
- Laila Hirvisaari, författare
- Reijo Kela, dansare
- Arto Paasilinna, författare
- Seela Sella, skådespelare
- Kaari Utrio, författare
- Hannu Väisänen, grafiker och målare

#### 1994
- Kaija Aarikka, formgivare
- Eija-Elina Bergholm, teaterregissör
- Annika Idström, författare
- Aki Kaurismäki, filmregissör
- Mika Kaurismäki, filmregissör
- Heikki Virolainen, skulptör

### 1995–2004

#### 1995
- Matti Kassila, filmregissör
- Leena Luostarinen, målare
- Saara Pakkasvirta, skådespelare
- Matti Saanio, fotograf
- Nina Terno, skulptör

#### 1996
- Kaj Chydenius, tonsättare
- Ralf Forsström, scenograf
- Kristian Gullichsen, arkitekt
- Inari Krohn, grafiker
- Martin Kurtén, skådespelare
- Vesa-Matti Loiri, skådespelare
- Tamara Lund, operasångare
- Erno Paasilinna, författare
- Sirkka Turkka, författare

#### 1997
- Johan Bargum, författare
- Marjatta Hanhijoki, grafiker
- Jussi Helminen, teaterchef
- Tea Ista, skådespelare
- Olli Jalonen, författare
- Kari Jylhä, målare
- Elina Karjalainen, författare
- Leena Krohn, författare
- Annika Rimala, formgivare
- Kari Rydman, tonsättare

#### 1998
- Helena Anhava, författare
- Kristiina Elstelä, skådespelare
- Vilhelm Helander, arkitekt
- Juha Kangas, dirigent
- Samppa Lahdenperä, kostymtecknare
- Olavi Lanu, skulptör
- Tapani Perttu, skådespelare
- Jaakko Salo, tonsättare
- Tarja-Tuulikki Tarsala, skådespelare
- Thomas Warburton, författare

#### 1999
- Kalevi Aho, tonsättare
- Yoshiko Arai, violinist
- Ismo Kallio, skådespelare
- Okko Kamu, dirigent
- Heikki Laurila, musiker
- Pehr Henrik Nordgren, tonsättare
- Maija Pekkanen, kostymtecknare
- Ritva Siikala, teaterregissör
- Oili Suominen, översättare

#### 2000
- Johanna Enckell, dramaturg
- Reino Hietanen, målare
- Jorma Katrama, musiker
- Rauno Lehtinen, tonsättare
- Markku Mannila, översättare
- Esa Riippa, grafiker
- Leena Lander, författare
- Ervi Sirén, koreograf
- Juhani Syrjä, författare
- Osmo Vänskä, dirigent

#### 2001
- Eino Grön, sångare
- Hannu Kähönen, industridesigner
- Leena Laulajainen, författare
- Heljä Liukko-Sundström, konstnär
- Karita Mattila, sångare
- Ritva Oksanen, skådespelare
- Antti Paatero, inredningsarkitekt
- Esa Ruuttunen, operasångare
- Peter Sandelin, författare
- Harri Tapper, författare

#### 2002
- Matti Ijäs, regissör
- Soile Isokoski, operasångare
- Toivo Jaatinen, skulptör
- Mauri Kunnas, författare
- Pentti Lasanen, musiker
- Antti Litja, skådespelare
- Jarmo Mäkilä, målare

#### 2003
- Risto Ahti, författare
- Simo Heikkilä, inredningsarkitekt
- Mikko Heikkinen, arkitekt
- Christer Kihlman, författare
- Tommi Kitti, dansare
- Tero Laaksonen, målare
- Pekka Milonoff, teaterchef
- Olli Mustonen, pianist
- Ritva Puotila, textilkonstnär
- Raimo Sirkiä, operasångare
- Annikki Suni, översättare
- Lisbeth Landefort, regissör

#### 2004
- Kari Aronpuro, författare
- Hannele Huovi, författare
- Mauno Järvelä, folkmusiker
- Kristin Olsoni, regissör
- Esko Roine, teaterchef
- Kari Sohlberg, filmfotograf
- Marjatta Tapiola, målare
- Heikki Turunen, författare
- Riitta Vainio, dansare
- Marjatta Weckström, skulptör
- Henry Wuorila-Stenberg, målare

### 2005–2015

#### 2005
- Eija-Liisa Ahtila, bildkonstnär
- Monica Groop, operasångare
- Pirjo Honkasalo, filmregissör
- Markku Kosonen, inredningsarkitekt
- Raila Leppäkoski, regissör
- Kati Outinen, skådespelare
- Pauno Pohjolainen, målare
- Jorma Puranen, fotograf
- Eero Rislakki, industridesigner
- Kaija Saariaho, tonsättare
- Tero Saarinen, dansare
- Joni Skiftesvik, författare
- Ilpo Tiihonen, författare

#### 2006
- Gustav Djupsjöbacka, pianist
- Matti Kujasalo, målare och grafiker
- Rakel Liehu, författare
- Marika Mäkelä, målare
- Jussi Raittinen, musiker
- Jukka Rintala, modeskapare
- Eila Roine, skådespelare
- Pentti Sammallahti, fotograf
- Marita Viitasalo-Pohjola, pianist
- Gösta Ågren, poet

#### 2007
- Erik Bruun, grafiker
- Katri Helena, sångare
- Pekka Jylhä, skulptör
- Harri Koskinen, formgivare
- Jukka Mäkelä, målare
- Nina Roos, bildkonstnär
- Pirkko Saisio, författare
- Arvo Siikamäki, skulptör
- Juha Siltanen, dramatiker och teaterregissör
- Anja Snellman, författare
- Johan Storgård, skådespelare och teaterchef

#### 2008
- Hector, musiker
- Kari Heiskanen, skådespelare
- Jan Kaila, fotograf
- Seppo Laamanen, cellist
- Sue Lemström, skådespelare
- Outi Nyytäjä, dramaturg
- Lilli Paasikivi, operasångare
- Kimmo Pyykkö, skulptör
- Ben af Schultén, inredningsarkitekt
- Kjell Westö, författare
- Maaria Wirkkala, bildkonstnär

#### 2009
- Kari Ala-Pöllänen, kördirigent och musikpedagog
- Carolus Enckell, målare
- Tove Idström, dramaturg
- Annikki Karvinen, textilkonstnär
- Heikki Kinnunen, skådespelare
- Leea Klemola, regissör
- Ukri Merikanto, skulptör
- Veronica Pimenoff, författare
- Arja Raatikainen, dansare
- Hannu Raittila, författare
- Heikki Sarmanto, tonsättare
- Tapio Tiitu, organist
- Kari Virtanen, formgivare

#### 2010
- Eero Aarnio, formgivare
- Veikko Ahvenainen, dragspelare
- Monika Fagerholm, författare
- Ulla Jokisalo, bildkonstnär
- Juho Karjalainen, grafiker
- Pekka Loiri, grafisk designer
- Sakari Oramo, dirigent
- Laura Ruohonen, dramatiker
- Rabbe Smedlund, skådespelare
- Eeva Tikka, författare
- Jani Uhlenius, musiker
- Roi Vaara, performancekonstnär

#### 2011
- Neil Hardwick, regissör
- Pekka Kauhanen, skulptör
- Kari Kriikku, klarinettist
- Erkki Kurenniemi, musiker och instrumentbyggare
- Kenneth Kvarnström, dansare och koreograf
- Susanna Mälkki, cellist och dirigent
- Kari Piippo, grafiker
- Maarit Pyökäri, teaterchef
- Seppo Ruohonen, operasångare
- Catarina Ryöppy, bildkonstnär
- Arja Tiainen, författare
- Vesa Vierikko, skådespelare
- Ulla-Maija Vikman, textilkonstnär

#### 2012
- Lauri Astala, bildkonstnär
- Elina Brotherus, fotograf
- Ritva Falla, modeskapare
- Reijo Hukkanen, skulptör
- Timo Kelaranta, fotograf
- Kari Levola, författare
- Magnus Lindberg, tonsättare
- Hannele Nieminen, skådespelare
- Sofi Oksanen, författare
- Kimmo Pohjonen, dragspelare
- John Storgårds, musiker
- Pekka Vuori, illustratör

#### 2013
- Alpo Aaltokoski, dansare
- Peter Franzén, skådespelare
- Kari Hotakainen, författare
- Ismo Kajander, konstnär
- Marja Kanervo, bildkonstnär
- J. Karjalainen, musiker
- Markus Konttinen, målare
- Rosa Liksom, författare
- Camilla Nylund, operasångare
- Matti Peltokangas, skulptör
- Iiro Rantala, musiker
- Pentti Saaritsa, författare
- Paola Suhonen, modeskapare
- Timo Vormala, arkitekt

#### 2014
- Martti Anhava, författare
- Kari Cavén, skulptör
- Kirsti Doukas, smyckedesigner
- Hannu Hautala, fotograf
- Kristiina Louhi, illustratör och författare
- Anu Pentik, keramiker
- Kristiina Rikman, översättare
- Veikko Savolainen, serieskapare
- Aino Suhola, författare
- Lars Sund, författare

#### 2015
- Jorma Elo, koreograf
- Agneta Hobin, textilkonstnär
- Daniel Katz, författare
- Erkki Korhonen, pianist
- Sirpa Kähkönen, författare
- Juhani Lindholm, översättare
- Hannu Lintu, dirigent
- Jukka Puotila, skådespelare
- Reijo Taipale, sångare
- Raili Tang, målare

#### 2016
- Dick Idman, skådespelare, regissör och professor
- Anna Kortelainen, författare
- Pekka Kuusisto, violinist
- Kuutti Lavonen, konstnär
- Kai Nieminen, författare
- Janina Orlov, översättare och litteraturvetare
- Markku Pölönen, filmregissör
- Martti Suosalo, skådespelare
- Virpi Talvitie, bildkonstnär
- Juhani Teräsvuori, bildkonstnär

#### 2017
- Maikki Harjanne, författare
- Juha Hurme, författare
- Jaana Kapari-Jatta, översättare
- Jaakko Kuusisto, violinist
- Tuija Lehtinen, författare
- Aku Louhimies, filmregissör
- Marja-Leena Mikkola, författare
- Arno Rafael Minkkinen, fotokonstnär
- Marianne Möller, dramatiker
- Pirkko Nukari, skulptör
- Pirkka-Pekka Petelius, skådespelare
- Markku Piri, textilformgivare
- Osmo Rauhala, konstnär
- Erkki Ruuhinen, grafisk formgivare
- Karin Widnäs, keramiker

#### 2018
- Eija Ahvo, skådespelare, sångare
- Tapio Anttila, inredningsarkitekt
- Matti Hyökki, körledare
- Kersti Juva, översättare
- Tarmo Koivisto, grafiker
- Marja Korhola, teaterdirektör, dansartist
- Aila Lavaste, dramatiker, teaterdirektör
- Marita Liulia, konstnär, regissör
- Marjatta Nissinen, kostymdesigner
- Tapani Parm, TV-chef
- Sirkku Peltola, dramatiker
- Kati Tuominen-Niittylä, keramiker

#### 2019
- Tor Arne, målare
- Jorma Hinkka, grafisk formgivare
- Jukka Kuoppamäki, sångare
- Maarit Niiniluoto, journalist och författare
- Jukka-Pekka Pajunen, översättare
- Mari Palo, operasångare
- Timo Parvela, författare
- Soili Perkiö, tonsättare
- Perttu Saksa, fotograf
- Anssi Tikanmäki, tonsättare
- Tuula-Liina Varis, författare och journalist
- Eija Vilpas, skådespelare
- Pirjo Yli-Maunula, dansare och koreograf